# Сентервілл (Міссурі)
Сентервілл (англ. Centerville) — місто (англ. city) в США, в окрузі Рейнольдс штату Міссурі. Населення — 167 осіб (2020).

## Географія
Сентервілл розташований за координатами 37°26′11″ пн. ш. 90°57′37″ зх. д. / 37.43639° пн. ш. 90.96028° зх. д. (37.436496, -90.960220).  За даними Бюро перепису населення США в 2010 році місто мало площу 0,77 км², з яких 0,77 км² — суходіл та 0,01 км² — водойми. В 2017 році площа становила 0,84 км², з яких 0,83 км² — суходіл та 0,01 км² — водойми.

## Демографія
Згідно з переписом 2010 року, у місті мешкала 191 особа в 78 домогосподарствах у складі 50 родин. Густота населення становила 247 осіб/км².  Було 99 помешкань (128/км²).
Расовий склад населення:
| - 95,3 % — білих - 2,1 % — чорних або афроамериканців - 0,5 % — корінних американців |

До двох чи більше рас належало 2,1 %. Частка іспаномовних становила 0,0 % від усіх жителів.
За віковим діапазоном населення розподілялося таким чином: 20,4 % — особи молодші 18 років, 56,6 % — особи у віці 18—64 років, 23,0 % — особи у віці 65 років та старші. Медіана віку мешканця становила 44,5 року. На 100 осіб жіночої статі у місті припадало 112,2 чоловіків;  на 100 жінок у віці від 18 років та старших — 111,1 чоловіків також старших 18 років.
Середній дохід на одне домашнє господарство  становив 39 516 доларів США (медіана — 32 250), а середній дохід на одну сім'ю — 38 195 доларів (медіана — 32 500). За межею бідності перебувало 30,5 % осіб, у тому числі 57,1 % дітей у віці до 18 років та 3,4 % осіб у віці 65 років та старших.
Цивільне працевлаштоване населення становило 80 осіб. Основні галузі зайнятості: освіта, охорона здоров'я та соціальна допомога — 43,8 %, транспорт — 21,3 %, мистецтво, розваги та відпочинок — 12,5 %, публічна адміністрація — 8,8 %.